# Орден Республики (СФРЮ)
Орден Республики (сербохорв. Орден Републике / Orden Republike, макед. Орден на Републиката, словен. Red Republike) — награда Социалистической Федеративной Республики Югославии. Вручалась за особые заслуги перед страной как в области обеспечения национальной безопасности, так и за вклад в развитие экономики, науки и культуры.

## Описание
Орден утверждён указом Иосипа Броза Тито от 2 июля 1960.
Им награждались физические лица и дружественно-политические организации за личные заслуги в области общественной деятельности, которая вносит свой вклад в общий прогресс страны.
1 марта 1961 законом были учреждены наименования степеней Ордена: I степень — с золотым венком, II степень — с серебряным венком, III степень — с бронзовым венком.
Носился на правой стороне груди.
До 31 декабря 1985 года Орденом I степени были награждены 1150 человек, Орденом II степени — 6310 человек, Орденом III степени — 11088 человек.
Знак ордена — пятиконечная звезда, лучи которой состоят из пяти закругленных разновеликих лучиков, поставленных пирамидально и покрытых эмалью белого цвета с золотой каймой. Между лучами золотые штралы, на которые наложена красная пятиконечная звезда. В центре круглый медальон с широкой каймой. В медальоне белой эмали размещается рельефный государственный герб Югославии. Кайма орнаментирована.
Знак ордена первой степени изготавливался из позолоченного серебра, в пятиконечные звёзды были вставлены рубины, а кайма вокруг медальона инструктирована шестью фианитами.
Знак ордена второй степени изготавливался из серебра или посеребрённой бронзы.
Знак ордена третьей степени изготавливался из бронзы.